# Dragmaxia anomala
Dragmaxia anomala är en svampdjursart som beskrevs av Carvalho och L. Hajdu 2004. Dragmaxia anomala ingår i släktet Dragmaxia och familjen Axinellidae.
Artens utbredningsområde är havet utanför Brasilien. Inga underarter finns listade i Catalogue of Life.